# Bahnhof Röthenbach (Allgäu)
Der Bahnhof Röthenbach (Allgäu) ist der Bahnhof der bayerisch-schwäbischen Gemeinde Röthenbach (Allgäu) im Ortsteil Oberhäuser. Er liegt an der Bahnstrecke Buchloe–Lindau und befindet sich am nördlichen Ende des Rentershofener Bahndamms, welcher als der größte von Menschenhand aufgeschüttete Damm der Welt gilt.

## Geschichte

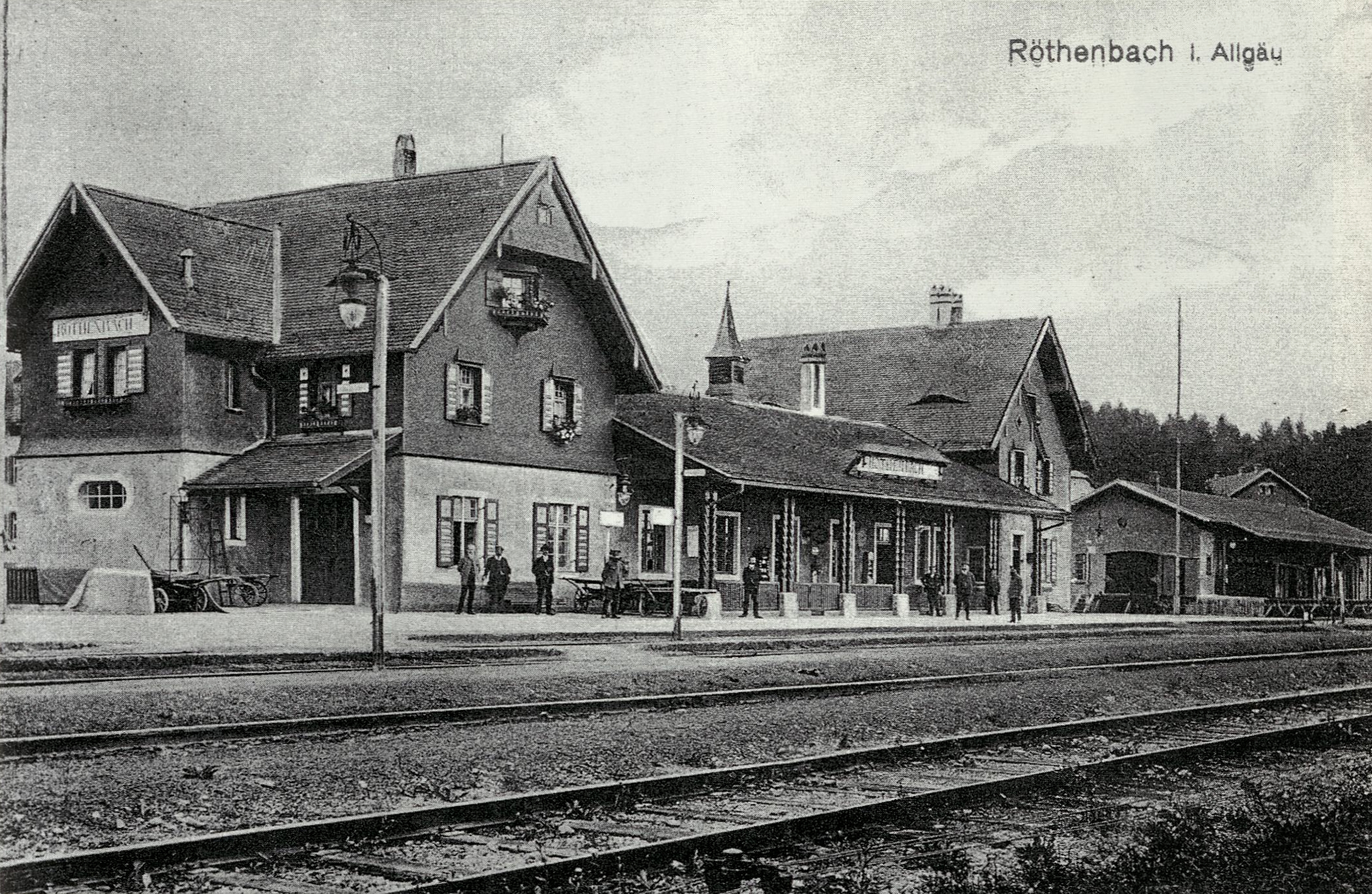
Der Bahnhof im Jahr 1915

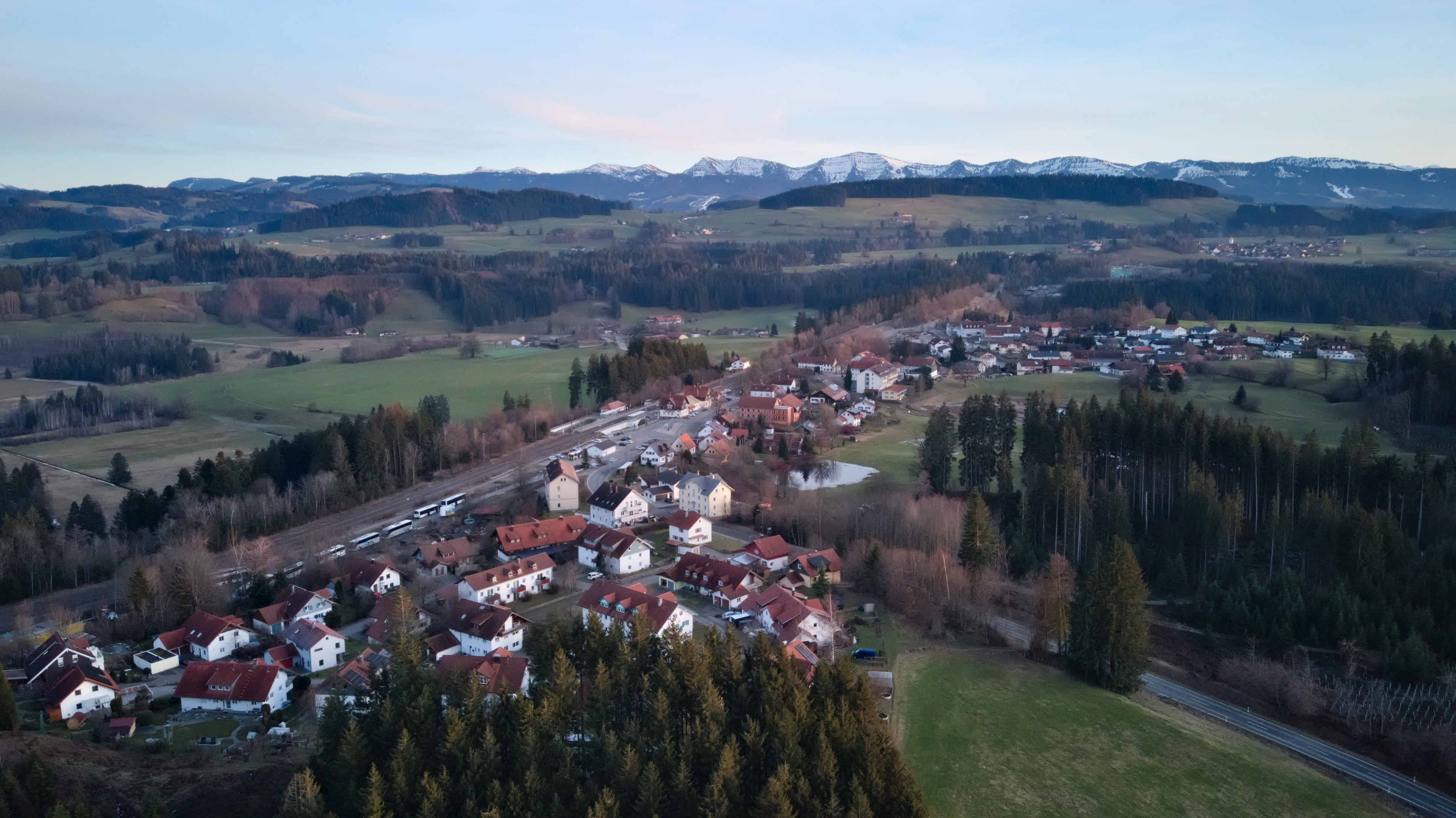
Oberhäuser samt Bahnhof

Der Bahnhof wurde im Zuge der Fertigstellung des Abschnitts Oberstaufen–Aeschach der Ludwig-Süd-Nord-Bahn am 12. Oktober 1853 eröffnet. Das ursprüngliche Empfangsgebäude wurde in Blockbauweise mit Holz aus Arbeiterkasernen vom Bau des Rentershofener Bahndamms errichtet. Es wurde geschindelt sowie an Giebel und Nebengebäuden mit Holz verschalt. Zudem wurde eine kleine Ladehalle und ein Wasserhaus errichtet. Am 12. Juli 1893 wurde die Vizinalbahn von Röthenbach nach Weiler im Allgäu eröffnet. Die Eröffnung der Strecke nach Scheidegg über Lindenberg erfolgte am 1. Oktober 1901.
Die Gleise wurden wie folgt genutzt:
| Gleis | Richtung         |
| ----- | ---------------- |
| 1     | Weiler/Scheidegg |
| 2     | Kempten          |
| 3     | Lindau           |

Da im Westallgäu – vor allem in Lindenberg und Weiler – die Hutindustrie angesiedelt war, entwickelte sich der Bahnhof mit zunehmender modischen Bedeutung des Huts zu einem wichtigen Personen-, Güter- und Rangierbahnhof. Mit dem zweigleisigen Ausbau der Ludwig-Süd-Nord-Bahn 1903 wurde das ursprüngliche Empfangsgebäude, wegen des erhöhten Frachtaufkommens, durch das heutige ersetzt.

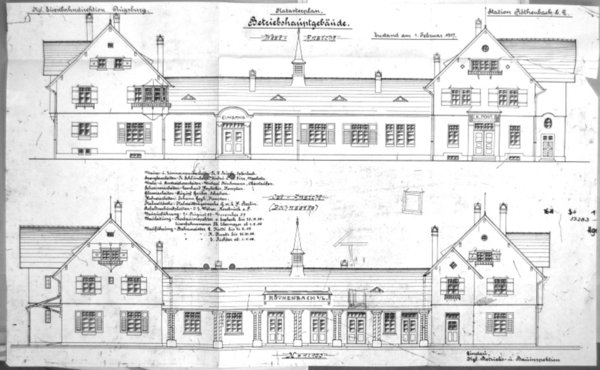
Bauplan des heutigen Empfangsgebäudes

Gegen Ende des Zweiten Weltkriegs kam es rund um den Bahnhof immer wieder zu Beschüssen von Tieffliegern, teils fanden auch Bombardierungen statt. 1954 – nach dem Wunder von Bern – fuhr der Sonderzug der deutschen Nationalmannschaft in langsamer Geschwindigkeit durch den Bahnhof Röthenbach und wurde dabei von hunderten Menschen am Bahnsteig bejubelt. Durch Einsparungen der Deutschen Bundesbahn wurde der Personenverkehr nach Weiler (1960) und Scheidegg (1966) eingestellt. 1991 folgte die komplette Stilllegung der Strecke nach Weiler und 1993 derer nach Lindenberg.
Im Jahr 2007 wurde ein barrierefreier Zugang zu den Gleisen mittels einer Unterführung geschaffen. Dabei wurde das Gleis 1 zurückgebaut, so dass heute nur noch Gleis 2 und 3 vorhanden sind. Aufgrund des Schaffens einer P+R-Anlage – mit Busumsteige-Anlage und Parkplätzen – und öffentlicher Toiletten wurde die angrenzende Güterhalle 2010 abgerissen. 2011 kaufte die Gemeinde Röthenbach das Bahnhofsgebäude von der Deutschen Bahn ab und schloss 2014 den beheizten Wartebereich im Gebäude. Somit war das Gebäude ab sofort nicht mehr öffentlich zugänglich. 2016 wurde ein sogenanntes Video-Reisezentrum errichtet, dabei können Fahrgäste über Bildschirm, Mikrofon und Lautsprecher mit einem Reiseberater kommunizieren.

## Infrastruktur

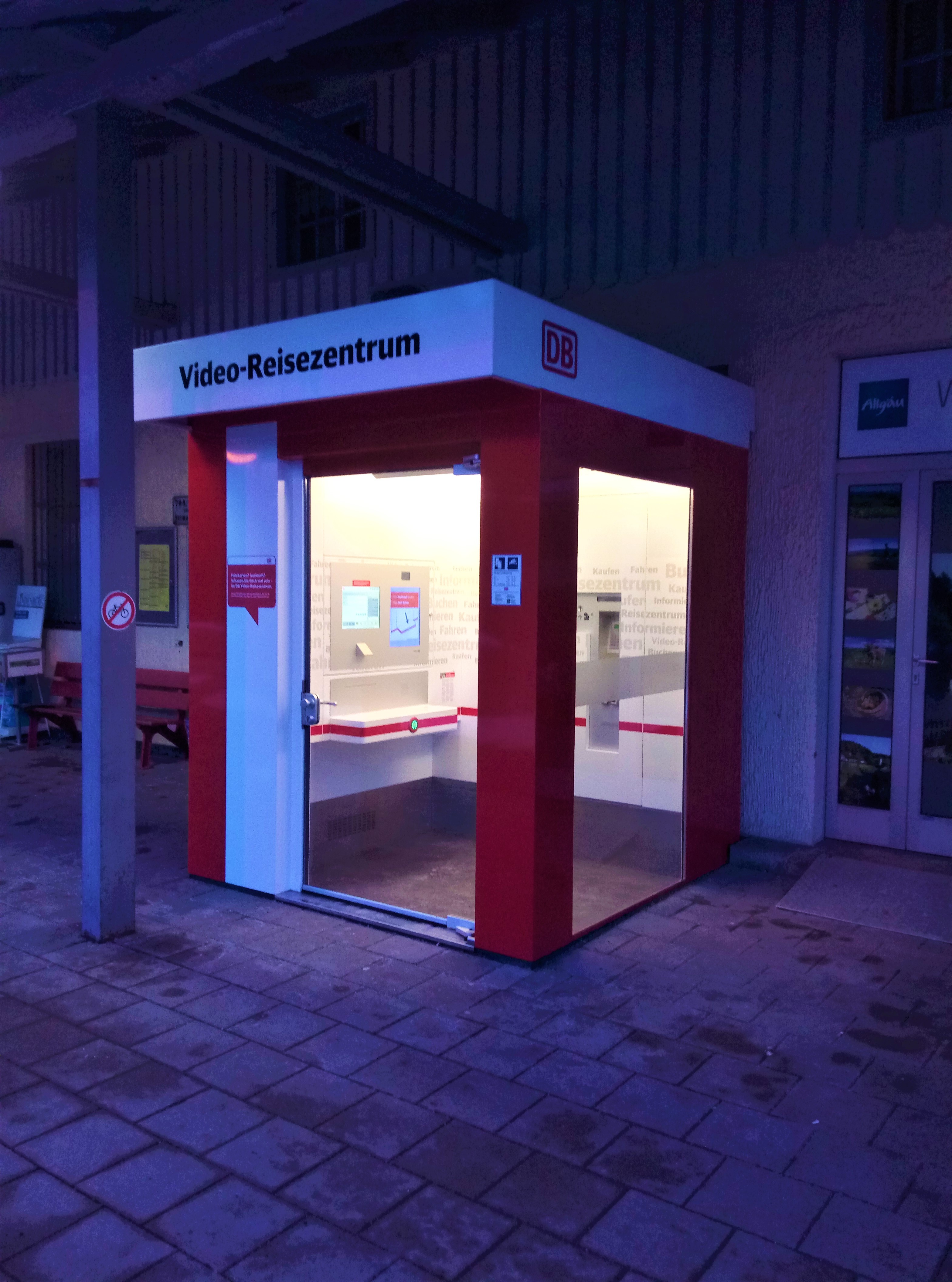
Video-Reisezentrum am Bahnhof

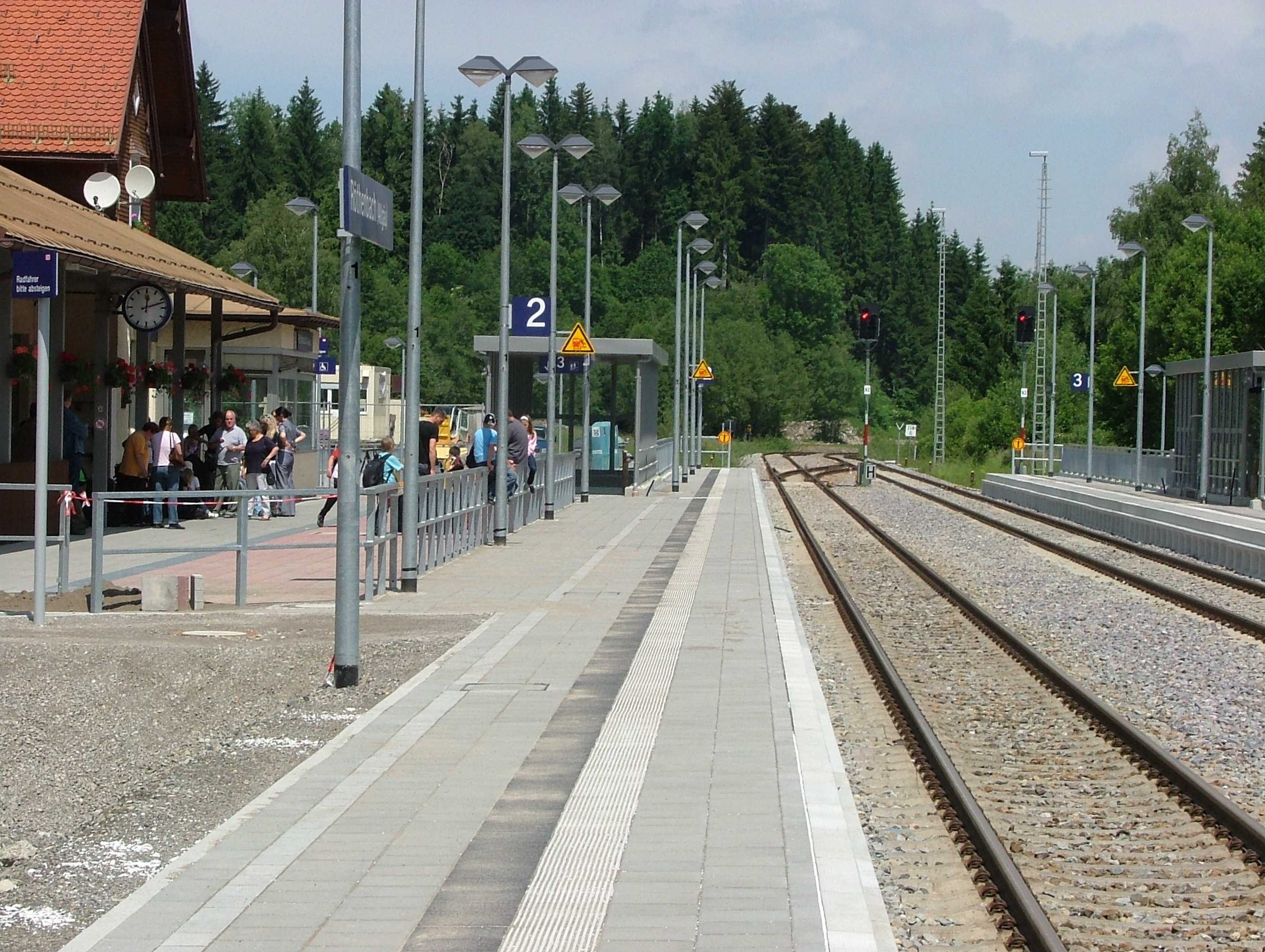
Bahnsteige

Der Bahnhof liegt an Streckenkilometer 114,39 der Bahnstrecke Buchloe–Lindau und ist mit Außenbahnsteigen an folgenden beiden Gleisen ausgestattet:
| Gleis | Nutzbare Länge | Bahnsteighöhe | Richtung |
| ----- | -------------- | ------------- | -------- |
| 2     | 171 m          | 55 cm         | Kempten  |
| 3     | 171 m          | 55 cm         | Lindau   |

Das Empfangsgebäude des Bahnhofs besteht aus zwei zweigeschossigen, giebelständigen Bauten mit Satteldach, die durch einen eingeschossigen Satteldachbau verbunden sind. Die Kopfbauten sind auf den nach außen gerichteten Traufseiten jeweils mit einem Erker mit Dreiecksgiebel versehen. Die Wände des Empfangsgebäudes sind im Erdgeschoss verputzt und ab dem ersten Stock mit Holz verkleidet. Auf der Gleisseite bildet das vorstehende Satteldach des Zwischenbaus ein Bahnsteigvordach. Im eingeschossigen Zwischenbau ist ein seit 2014 nicht mehr zugänglicher Warteraum vorhanden. Auf der Gleisseite ist an den nördlichen Kopfbau ein Stellwerksvorbau mit Walmdach angebaut. Am Bahnhofsgebäude befinden sich zwei Fahrkartenautomaten. Eine Busumsteige-Anlage sowie Parkplätze und eine öffentliche Toilette befinden sich nördlich des Bahnhofs.
Die Weichen und Signale des Bahnhofs werden seit 1974 durch ein Spurplandrucktastenstellwerk der Bauart Sp Dr L60 von Lorenz gestellt, das die Bezeichnung Rf trägt. Das Stellwerk Rf ist im Stellwerksvorbau am Empfangsgebäude untergebracht.
In Folge der Elektrifizierung der Verbindung München–Lindau über Memmingen sollte am Bahnhof Röthenbach (Allgäu) ein Abstellgleis entstehen.

## Verkehr

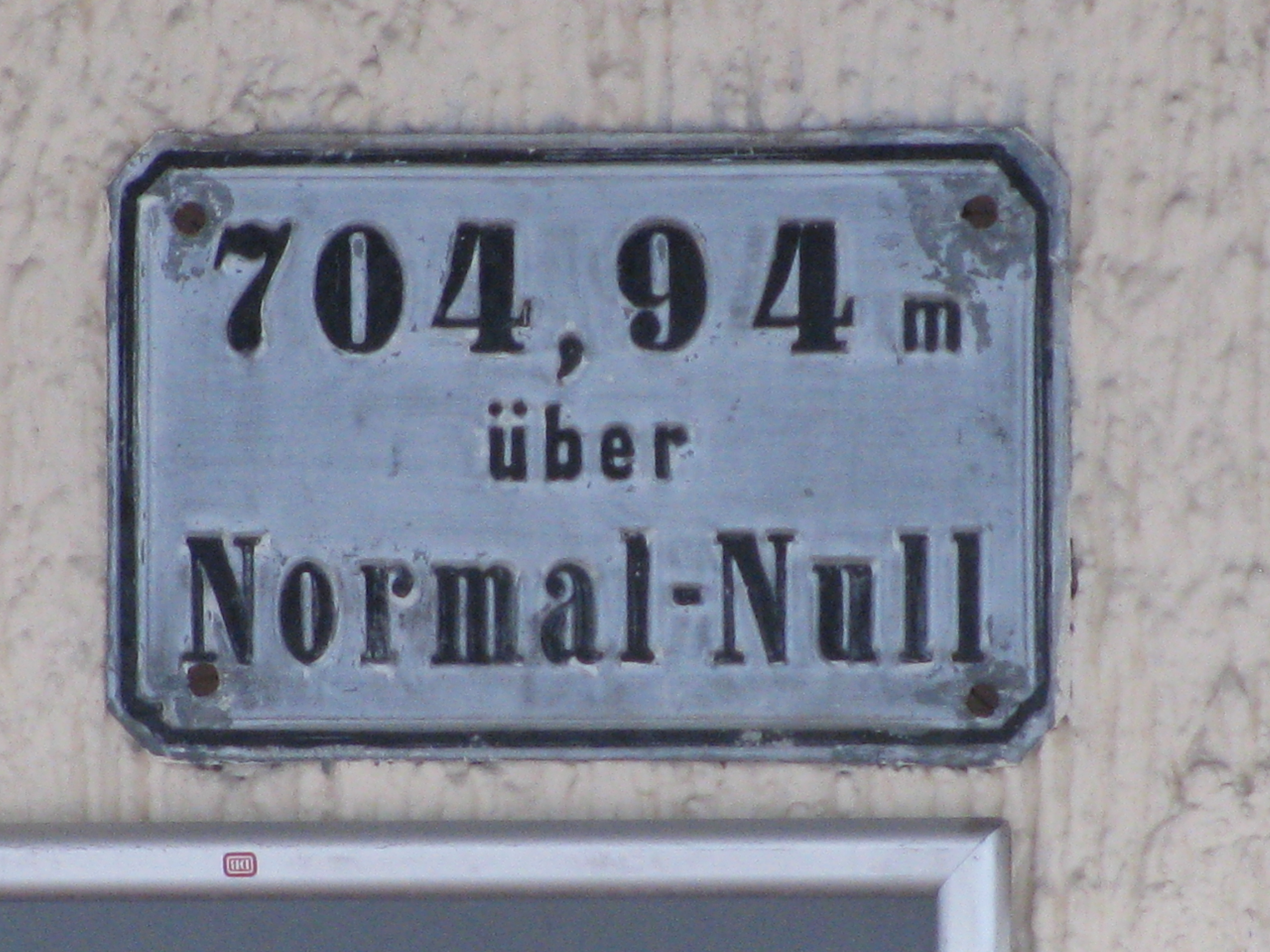
Höhenangabe am Bahnhof

### Zugverkehr
Folgende Regionalexpress-Linien bedienen den Bahnhof:
| Linie                    | Verlauf | Frequenz               |
| ------------------------ | --- | ---------------------- |
| RE7                      | Lindau-Insel – Lindau-Reutin – Hergatz – Röthenbach (Allgäu) – Immenstadt – Kempten – Kaufbeuren – Buchloe – Augsburg (– Nürnberg) | zweistündlich          |
| RE70                     | Lindau-Insel – Lindau-Reutin – Hergatz – Röthenbach (Allgäu) – Immenstadt – Kempten – Kaufbeuren – Buchloe – München               | zweistündlich          |
| RE75                     | Lindau-Insel – Hergatz – Röthenbach (Allgäu) –Immenstadt – Kempten – Memmingen – Ulm                                               | einzelner Zug nach Ulm |
| RB94                     | Kempten – Immenstadt – Röthenbach (Allgäu) – Hergatz (– Lindau-Insel)                                                              | einzelne Züge          |
| Stand: 15. Dezember 2024 | |                        |

### Busverkehr
Der Bahnhof Röthenbach (Allgäu) bildet einen Knotenpunkt mit dem örtlichen öffentlichen Busverkehr und wird dabei von folgenden Buslinien bedient:
| Linie | Verlauf                                                                                       | Takt      |
| ----- | --------------------------------------------------------------------------------------------- | --------- |
| 11    | Bahnhof Röthenbach (Allgäu) – Riedhirsch – Lindenberg im Allgäu – Scheidegg                   | stündlich |
| 12    | Bahnhof Röthenbach (Allgäu) – Ellhofen – Simmerberg – Weiler im Allgäu – Lindenberg im Allgäu | stündlich |
| 73    | Bahnhof Röthenbach (Allgäu) – Röthenbach (Allgäu) – Grünenbach – (Gestratz) – Isny im Allgäu  | stündlich |